# Hancourt
Hancourt is een gemeente in het Franse departement Somme (regio Hauts-de-France) en telt 103 inwoners (2009). De plaats maakt deel uit van het arrondissement Péronne.

## Geografie
De oppervlakte van Hancourt bedraagt 4,0 km², de bevolkingsdichtheid is dus 25,8 inwoners per km².
De onderstaande kaart toont de ligging van Hancourt met de belangrijkste infrastructuur en aangrenzende gemeenten.

## Demografie
Onderstaande figuur toont het verloop van het inwonertal (bron: INSEE-tellingen).